# Nacionalismo alaskeño
El nacionalismo alaskeño es un movimiento político que aboga por la separación e independencia de Alaska de los Estados Unidos. Alaska ha sido uno de los cincuenta estados de los Estados Unidos de América desde 1959. El estatus legal de Alaska dentro de los Estados Unidos ha sido cuestionado en ocasiones, más recientemente por un movimiento lanzado por Joe Vogler y el Partido de la Independencia de Alaska (AIP). En general, el debate ha girado en torno al estatus legal de Alaska en relación con los Estados Unidos y su posición internacional.

## Contexto
Alaska se convirtió en territorio de los Estados Unidos en 1867, cuando fue comprada al Imperio Ruso. Los acontecimientos del siglo XX, como la Segunda Guerra Mundial y la Guerra Fría, llevaron a la decisión de admitir a Alaska como estado. El presidente Dwight D. Eisenhower promulgó la Ley de Estadidad de Alaska el 7 de julio de 1958, que allanó el camino para la admisión de Alaska en la Unión el 3 de enero de 1959.
La votación por la estadidad se llevó a cabo en 1958. Los votantes aprobaron la medida por un margen de 6 a 1. Posteriormente, el comité de descolonización de las Naciones Unidas eliminó a Alaska de la lista de territorios no autónomos de las Naciones Unidas.
Algunos consideran que el debate se parece al discurso académico que sostienen varios otros grupos activistas en los Estados Unidos, en particular los argumentos sobre el estatus legal de Hawái y el estatus legal de Texas. La situación se parece más a la de Hawái, ya que el voto de la condición de estado de Hawái también carecía de una opción para la independencia.

## Historia
Joe Vogler comenzó a discutir sobre la validez del voto de estadidad en 1973. A principios de ese año, comenzó a circular una petición en busca de apoyo para la secesión de Alaska de los Estados Unidos. La revista Alaska publicó en ese momento un artículo en el que Vogler afirmaba haber reunido 25.000 firmas en tres semanas.
Durante la década de 1970, Vogler fundó el Partido de la Independencia de Alaska y Alaskans For Independence (AFI). La AIP y la AFI, como explicó Vogler, estaban destinadas a funcionar como entidades estrictamente separadas: la AIP, principalmente para explorar si el voto de 1958 de los habitantes de Alaska que autorizaba la estadidad era legal; y la AFI, sobre todo para buscar activamente la secesión de Alaska de los Estados Unidos.
Durante la década de 2010, algunos grupos rusos abogaron por la devolución de toda o de parte de Alaska a Rusia (que anteriormente había controlado el territorio como la América rusa). En 2013, un grupo ortodoxo ruso ultraconservador, Pchyolki ("Pequeñas abejas"), argumentó que el apoyo del presidente Obama al matrimonio homosexual invalidaba la venta original, ya que "consideramos que es nuestro deber proteger su derecho [el de los ortodoxos de Alaska] a practicar libremente su religión, que no tolera el pecado". En 2014, el alcalde de Yakutsk citó documentos del siglo XIX que otorgaron la propiedad de la isla Spruce a la Iglesia Ortodoxa Rusa "por la eternidad". De hecho, en la Isla Spruce se había instalado Germán de Alaska, un misionero de los nativos de Alaska que es uno de los santos cristianos ortodoxos más queridos).
Los informes de los medios estadounidenses interpretaron las palabras del alcalde de Yakutsk como una afirmación de que la Isla Spruce todavía pertenecía a Rusia, no a los Estados Unidos. También podría interpretarse como una afirmación de que la Iglesia rusa debería ser propietaria de la isla según la ley estadounidense. El gobierno ruso no reclama la Isla Spruce, ni tampoco la Iglesia Ortodoxa Rusa, que cedió su control administrativo sobre los lugares sagrados de Alaska cuando concedió la autocefalia a la Iglesia Ortodoxa de América en 1970.